# Carrie (Cliff Richard)
Carrie is een nummer van de Britse zanger Cliff Richard. Het nummer werd geschreven door B.A. Robertson en Terry Britten, die samen met Richard zelf de productie onder handen nam. In december 1979 werd het uitgebracht als derde single van het tweeëntwintigste studioalbum van de zanger, Rock 'n' Roll Juvenile.

## Achtergrond
Britten en Robertson waren ook al verantwoordelijk geweest voor de vorige single van Richard, Hot Stuff, en meerdere andere nummers die op hetzelfde album zouden verschijnen. Britten bedacht de riff en de titel en vroeg Robertson om daarbij een tekst te schrijven.
Over de tekst van Carrie zei Richard in 1980: "Het is een mysterieus liedje, want je weet nooit echt waar het over gaat. Er komt een man in de buurt aan en hij vraagt waar Carrie is. De allerlaatste regel luidt: 'Carrie leeft niet, leeft niet...' Je blijft achter met de vraag: 'Is ze dood? Is ze vermoord?'"

## Hitnoteringen en prijzen
Carrie bereikte in eigen land de vierde plek van de Billboard Hot 100, waar het één week stond. In totaal stond het nummer tien weken genoteerd. Ook in Ierland, Zuid-Afrika en Nieuw-Zeeland haalde het een plek in de top tien. In de Nederlandse Top 40 stond het vijf weken genoteerd, met een negenentwintigste plek als hoogste notering.

### Nederlandse Top 40
| Hitnotering: 05-01-1980 t/m 02-02-1980 | Hitnotering: 05-01-1980 t/m 02-02-1980 | Hitnotering: 05-01-1980 t/m 02-02-1980 | Hitnotering: 05-01-1980 t/m 02-02-1980 | Hitnotering: 05-01-1980 t/m 02-02-1980 | Hitnotering: 05-01-1980 t/m 02-02-1980 | Hitnotering: 05-01-1980 t/m 02-02-1980 |
| Week:                                  | 1                                      | 2                                      | 3                                      | 4                                      | 5                                      |                                        |
| -------------------------------------- | -------------------------------------- | -------------------------------------- | -------------------------------------- | -------------------------------------- | -------------------------------------- | -------------------------------------- |
| Positie:                               | 39                                     | 33                                     | 29                                     | 29                                     | 38                                     | uit                                    |